# Govern d'Andorra 2019-2023
El Govern d'Andorra de 2019-2023 fou presidit per Xavier Espot Zamora i correspon a la VIII legislatura des de l'aprovació de la constitució. És el primer govern paritari i de coalició del país, fruit d'un pacte entre Demòcrates per Andorra, Liberals d'Andorra i Ciutadans Compromesos. Hi hagué una reestructuració el maig del 2021, arran de la dimissió de la ministra de Turisme, Verònica Canals.

## Composició
| Govern d'Andorra de 2019                           |                                                              |                                     |                                     |
| Composició                                         | 7 membres de Demòcrates per Andorra                          | 7 membres de Demòcrates per Andorra | 7 membres de Demòcrates per Andorra |
| Composició                                         | 4 membres de Liberals d'Andorra                              |                                     |                                     |
| Composició                                         | 1 membre de Ciutadans Compromesos                            |                                     |                                     |
| Ministeri                                          | Titular                                                      | Titular                             | Partit polític                      |
| Cap de Govern                                      | Xavier Espot Zamora 16 de maig de 2019–                      |                                     | DA                                  |
| Presidència, Economia i Empresa                    | Jordi Gallardo Fernàndez 22 de maig de 2019–                 |                                     | L'A                                 |
| Finances i Portaveu                                | César Marquina Pérez de la Cruz 11 de gener de 2023–         |                                     | DA                                  |
| Afers Exteriors                                    | Maria Ubach Font 22 de maig de 2019–                         |                                     | DA                                  |
| Justícia i Interior                                | Josep Maria Rossell Pons 22 de maig de 2019–                 |                                     | CC                                  |
| Turisme i Telecomunicacions                        | Jordi Torres Falcó 20 de maig de 2021–                       |                                     | DA                                  |
| Territori i Habitatge                              | Víctor Filloy Franco 20 de maig de 2021–                     |                                     | L'A                                 |
| Afers Socials, Joventut i Igualtat                 | Judith Pallarés Cortés 20 de maig de 2021–                   |                                     | L'A                                 |
| Medi Ambient, Agricultura i Sostenibilitat         | Sílvia Calvó Armengol 22 de maig de 2019–                    |                                     | DA                                  |
| Salut                                              | Albert Font Massip 1r d'abril de 2022–                       |                                     | Independent                         |
| Educació i Ensenyament Superior                    | Ester Vilarrubla Escales 22 de maig de 2019–                 |                                     | DA                                  |
| Cultura i Esports                                  | Sílvia Riva González 22 de maig de 2019–                     |                                     | DA                                  |
| Administracions Públiques i Participació Ciutadana | Trinitat Marín González 12 de juliol de 2021–                |                                     | DA                                  |
|                                                    |                                                              |                                     |                                     |
| Funció Pública i Simplificació de l'Administració  | Judith Pallarés Cortés 22 de maig de 2019–19 de maig de 2021 |                                     | L'A                                 |
| Turisme                                            | Verònica Canals Riba 22 de maig de 2019–19 de maig de 2021   |                                     | L'A                                 |
| Ordenament Territorial                             | Jordi Torres Falcó 22 de maig de 2019–19 de maig de 2021     |                                     | DA                                  |
| Afers Socials, Habitatge i Joventut                | Víctor Filloy Franco 22 de maig de 2019–19 de maig de 2021   |                                     | L'A                                 |
| Salut                                              | Joan Martínez Benazet 22 de maig de 2019–31 de març de 2022  |                                     | DA                                  |
| Finances                                           | Eric Jover Comas 22 de maig de 2019–11 de gener de 2023      |                                     | DA                                  |